# لیم می-کیونگ
لیم می-کیونگ (انگلیسی: Lim Mi-kyung؛ زادهٔ ۱۷ مهٔ ۱۹۶۷) بازیکن هندبال اهل کره جنوبی است.